# Mateo Gil
Francisco Mateo Gil Rodríguez (Las Palmas de Gran Canaria, 23 de septiembre de 1972) es un guionista y director de cine español. Coguionista de gran parte de las películas de Amenábar, logró cuatro premios Goya que nunca acudió a recoger. Con una filmografía variada, es considerado por la crítica como un director sólido y original, capaz de moverse en diferentes registros.

## Biografía
Nació el 23 de septiembre de 1972 en Las Palmas de Gran Canaria. Siendo hijo de agricultores, durante su juventud trabajó como camarero, vendedor de enciclopedias y mensajero.
Con un don especial para la creación artística, estudió Ciencias de la Información en la Universidad Complutense, coincidiendo con Amenábar con quien compartió amistad y proyectos profesionales. Ha colaborado muchas veces con Alejandro Amenábar, siendo coguionista de gran parte de sus éxitos de taquilla. Juntos se iniciaron en el mundo del cine siendo Mateo el autor de la idea original de la película Tesis, ópera prima de Amenábar.
Comenzó a realizar y dirigir sus propias películas en 1999, inaugurándose con Nadie conoce a nadie, una intriga ambientada en Semana Santa, para seguir con el western Blackthorn (2011). Aplaudida por la crítica y ambientada en las estepas bolivianas sobre el legendario atracador Butch Cassidy, fue representada por Sam Shepard. En 2017 da un salto a la ciencia ficción con Proyecto Lázaro, un thriller sobre el primer hombre congelado y resucitado. En 2018 se atreve con una comedia romántica en clave de documental sobre física cuántica Las leyes de la termodinámica, ambientada en Barcelona.

## Premios
Premios Goya
| Año  | Categoría                     | Película    | Resultado |
| ---- | ----------------------------- | ----------- | --------- |
| 2004 | Mejor guion original          | Mar adentro | Ganador   |
| 2005 | Mejor guion adaptado          | El método   | Ganador   |
| 2009 | Mejor guion original          | Ágora       | Ganador   |
| 2009 | Mejor cortometraje de ficción | Dime que yo | Ganador   |

Medallas del Círculo de Escritores Cinematográficos
| Año  | Categoría            | Película   | Resultado |
| ---- | -------------------- | ---------- | --------- |
| 2005 | Mejor guion adaptado | El método  | Ganador   |
| 2011 | Mejor director       | Blackthorn | Nominado  |

- Premio Spirit of the West 2021 en el Almería Western Film Festival (AWFF), un galardón que destaca la labor de profesionales del cine que han contribuido a preservar y revitalizar el género western en las últimas décadas.
- A la mejor dirección 35 Festival de Miami, 2018 por Las leyes de la termodinámica.[7]
- Premio Lobo al mejor cortometraje nacional por Allanamiento de morada (1998)

## Filmografía
| Película                      | Director           | Año  | Funciones            |
| ----------------------------- | ------------------ | ---- | -------------------- |
| Las leyes de la termodinámica | Mateo Gil          | 2018 | Director y guionista |
| Proyecto Lázaro               | Mateo Gil          | 2017 | Director y guionista |
| Blackthorn                    | Mateo Gil          | 2011 | Director             |
| Dime que yo                   | Mateo Gil          | 2009 | Director y guionista |
| Ágora                         | Alejandro Amenábar | 2008 | Guionista            |
| Regreso a Moira               | Mateo Gil          | 2006 | Director y guionista |
| El método                     | Marcelo Piñeyro    | 2005 | Guionista            |
| Mar adentro                   | Alejandro Amenábar | 2004 | Guionista            |
| Vanilla Sky                   | Cameron Crowe      | 2001 | Guionista            |
| Nadie conoce a nadie          | Mateo Gil          | 1999 | Director y guionista |
| Allanamiento de morada        | Mateo Gil          | 1998 | Director y guionista |
| Abre los ojos                 | Alejandro Amenábar | 1997 | Guionista            |
| Tesis                         | Alejandro Amenábar | 1996 | Guionista            |
| Soñé que te mataba            | Mateo Gil          | 1994 |                      |
| Antes del beso                | Mateo Gil          | 1993 |                      |

## Series
- Los Favoritos de Midas (Netflix,  2020).